# 迪士尼世界

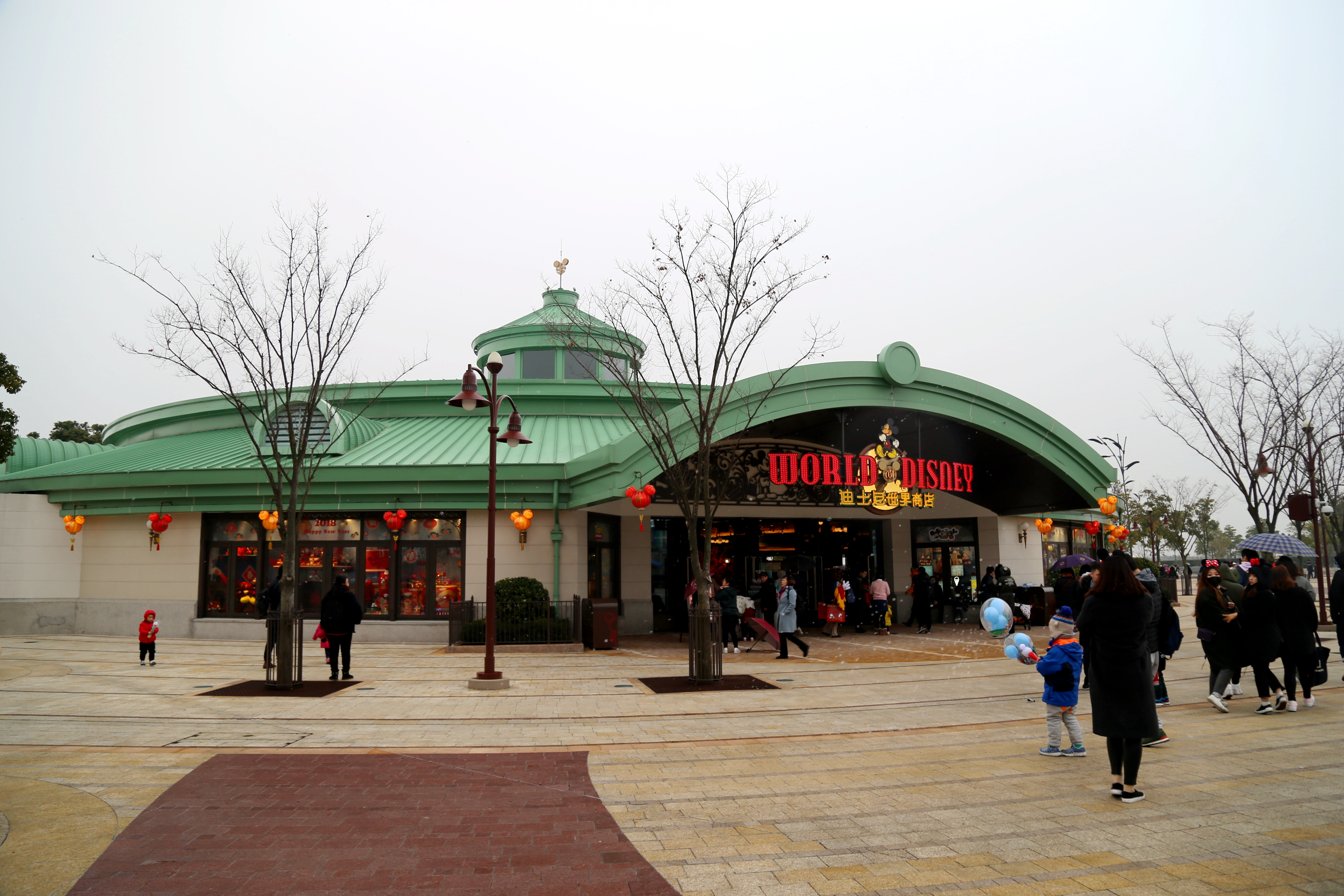
上海迪士尼度假区的迪士尼世界商店

迪士尼世界（World of Disney）是一間由華特迪士尼樂園及度假區持有並經營的連鎖專門零售店，母公司為華特迪士尼公司。迪士尼世界目前共有四间分店，其中兩間位於美國，一間位在法國，一间位于中国。商店中專門銷售迪士尼旗下各種作品、角色的周邊商品，同時也販售有華特迪士尼樂園及度假區旗下設施的相關商品。

## 歷史
首間店舖於1996年10月2日開幕，位在華特迪士尼世界度假區中的迪士尼飲食娛樂購物區內。店內銷售空間的面積約為51,000平方英尺（4,700平方），根據迪士尼公司表示，該店提供了全世界最多選擇的迪士尼角色商品。首間分店於2006年進行改裝，加入了一個以公主為主題的小型沙龍「Bibbidi Bobbidi Boutique」，和以《神鬼奇航》與《星際寶貝》為主題的兒童遊樂區。
第二間較小的分店於2001年在加州安那翰迪士尼樂園度假區內的迪士尼市中心特區開幕。
2004年10月5日，第三間分店在紐約市曼哈頓第五大道上的迪士尼商店原址開幕，店內共有三層樓。該分店在2009年12月31日結束營業，內部裝潢在2010年1月4日拆除。2010年春季時，一間較傳統型態的迪士尼商店在維珍音樂商店（Virgin Megastore）的舊址開幕。
第三家迪士尼世界位在巴黎迪士尼樂園度假區內迪士尼鄉村小鎮中，於2012年7月12日開始營運。
第四家迪士尼世界商店位于上海迪士尼度假区的迪士尼小镇内，2016年5月7日开张。

## 資料來源
1. ↑  Pasquarelli, Adrianne. . Crain's. 2010-01-05  [2014-08-12]. （原始内容存档于2012-02-24） （英语）.

## 外部連結
- 迪士尼世界官方網頁（迪士尼樂園度假區）
- 迪士尼世界官方網頁（華特迪士尼世界度假區）
- 迪士尼世界官方網頁[永久]（巴黎迪士尼樂園）